# Distretto di Wujiang (Guangdong)
Il distretto di Wujiang (武江区S, WǔjiāngP) è un distretto della Cina, situato nella provincia del Guangdong e amministrato dalla prefettura di Shaoguan.